# Dlouhá Lhota (Příbram)
Dlouhá Lhota é uma comuna checa localizada na região da Boêmia Central, distrito de Příbram.